# Bartho Braat
 (octobre 2018).
Si vous disposez d'ouvrages ou d'articles de référence ou si vous connaissez des sites web de qualité traitant du thème abordé ici, merci de compléter l'article en donnant les références utiles à sa vérifiabilité et en les liant à la section « Notes et références ».
Bartho Braat, né Marcus Bartholomeus Braat le 17 août 1950 à Leyde, est un acteur néerlandais.

## Filmographie

### Téléfilms et publicités
- 1984 : Oma Fladder (nl)
- 1985-1986 : Zeg 'ns Aaa (nl) : Ben
- 1986 : Adriaen Brouwer : Rôle inconnu
- 1986 : Het wassende water (nl) : Aai
- 1988 : De Papegaai (nl) : Propriétaire du perroquet
- 1988-1990 : Medisch Centrum West (nl) : Gerrit Hiemstra
- 1989 : Rust roest (nl) : Déménageur
- 1989 : Pub Commercial de la chaîne de restauration McDonald's : (Voix)
- 1990 : Twaalf steden, dertien ongelukken (nl) :
- 1990 : Spijkerhoek (nl) : Arts
- Depuis 1990 : Goede tijden, slechte tijden : Deux rôles (Neil van Dongen et Jef Alberts)
- 1994 : De Legende van de Bokkenrijders (nl) : Mr Bree
- 1997 : Baantjer : Frank Stalknecht
- 2010 : Zie Ze Vliegen (nl) : Lui-même
- 2016 : Expeditie Robinson (nl) : Lui-même
- 2018 : De Pepernoten Club : Sinterklaas

### Cinéma
- 1984 : Overvallers in de dierentuin (nl) : Tractorman Piet
- 1986 : Mama is boos! (nl) : Donald
- 1987 : De ratelrat (nl) : Colonel Marechaussee
- 1998 : Goede tijden, slechte tijden: De reünie (nl) : Jef Alberts
- 2006 : Jef : Jef Alberts
- 2009 : Sinterklaas en de Verdwenen Pakjesboot (nl) : Berend Boef
- 2012 : Joris en Boris en het Geheim van de Tempel (nl) : Grudo
- 2012 : Het genootschap van Mendacium : Président van de Verenigde Staten
- 2016 : Fabula : Etienne van den Bemt